# Assedio di Reggio (388 a.C.)
L'assedio di Reggio si svolse nel 388 a.C. e vide contrapposti il tiranno di Siracusa Dionisio I nel tentativo di conquista di Reggio, contro i Reggini, guidati da Fitone, che cercavano di difendere la propria polis.

## Antefatti
I princìpi che stanno alla base del contrasto tra Dionisio e Reggio sono ricordati, forse con un po' di fantasticherie, da Diodoro Siculo e Strabone che scrive che Dionisio la distrusse poiché:
(Strabone, Geografia VI 1,6)
Per quanto possa essere avvincente questa storia, la motivazione principale secondo cui il tiranno si volse proprio contro Reggio è da ricercarsi nella sua posizione geografica; infatti essa è la prima polis al di là dello stretto di Messina e costituisce un approdo sicuro per una penetrazione nel Bruzio.
Gli alleati italici, tra cui Crotone che inviò sessanta navi, inviarono rinforzi per fermare i ripetuti attacchi di Dionisio, sino a creare una lega che riunisse tutti gli italioti contro il nemico comune.
Intorno al 388 a.C. Dionisio passò nuovamente con il suo esercito nel Bruzio e riuscì a vincere i Greci d'Italia, coalizzati, nella battaglia dell'Elleporo. Con un esercito di circa 20 000 fanti e 2 000 cavalieri si diresse verso Reggio nel tentativo di sottometterla al suo volere.

## Svolgimento
Ancora prima di arrivare presso le mura della città, i Reggini si arresero e, in base al trattato stipulato tra loro e Dionisio, consegnarono trecento talenti, tutte le settanta navi e un centinaio di ostaggi; ma l'iniziale compromesso ebbe vita breve.
I Reggini, dimostratisi ancora insolenti verso le richieste di Dionisio, furono privati delle navi, antecedentemente consegnate, e assediati dalle truppe del tiranno di Siracusa, che nel frattempo, per coprirsi le spalle, si era alleati con i Locresi. Per non indispettire il tiranno, e non rompere la tregua, senza sospettare nulla di ciò che Dionisio aveva in mente, il tiranno privò i cittadini delle vettovaglie promettendo loro di restituirle al più presto. Ma quando quelli gliele richiesero indietro il tiranno restituì invece gli ostaggi e cominciò a cingere d'assedio la polis. I Reggini e il loro comandante Fitone, resisi conto dell'inganno, mobilitarono tutti gli atti alla guerra e lasciarono in città solo gli imbelli.
L'assedio durò undici mesi, durante i quali gli abitanti patirono le pene della fame:
sopra que' miseri! Nè perciò punto si commosse Dionisio che pur seppe l'estremo caso, al quale erano ridotti; e lungi dal sentirne pietà cercò di aggravarne i mali, mandando giumenti a pascere l'erba a cui gli assediati ricorrevano ed ogni sorta di verdura all'intorno, così che non ne rimanesse orma.»
(Diodoro Siculo,Bibliotheca historica XIV 111)
Gli abitanti si arresero intorno al 387 a.C..

## Conseguenze
Esistono diverse teorie sulle conseguenze immediate che questa vittoria portò:
- Secondo Diodoro Siculo ogni prigioniero sarebbe potuto essere riscattato con una mina. Fitone, il comandante dei Reggini, fu messo in carcere. Fu portato a Reggio flagellato e trascinato per ogni via, poi, per il dolore nell'aver perso la città, richiese di essere ucciso con tutti i suoi familiari[11].
- Secondo Aristotele afferma che Dionisio offrì loro la possibilità di riscatto a patto che gli consegnassero il tesoro nascosto della città. Alla fine, non avendo ricevuto ciò che chiedeva, li vendette tutti a un'asta[12].
- Secondo Filostrato d'Atene Fitone, bandito da Reggio, fu scortato fino a Siracusa e là, entrato nelle grazie di Dionisio, gli consigliò in che modo distruggere la polis. Fitone, però, rivelò il piano anche ai Reggini ma fu scoperto dal tiranno che, come punizione, lo appese alle mura della sua città. Alle sue grida disperate, nessun Reggino riuscì ad abbattere le mura, in segno di rispetto, nonostante il loro comandante li avesse spronati a farlo in onore della libertà[2].

La lega italiota, nata poco tempo prima, fu asservita al volere di Dionisio ed egli riuscì più o meno indirettamente a sottomettere tutte le polis facenti parte (come Taranto).